# Wolfgang Köhler

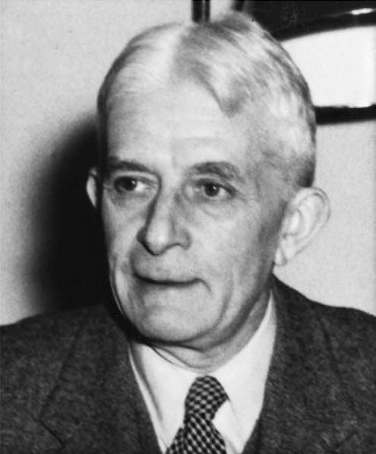
Wolfgang Köhler

Wolfgang Köhler (Reval, 21 januari 1887 – Enfield, 11 juni 1967) was een Duitse psycholoog en leider van de school voor gestaltpsychologie. Hij promoveerde in 1909 Berlijn bij Carl Stumpf. 
Na Berlijn vertrok hij naar de Universiteit van Frankfurt, waar hij en Kurt Koffka zich onderwierpen aan experimenten betreffende waarneming van beweging, waar Max Wertheimer mee begonnen was.
Door de Eerste Wereldoorlog gedwongen tot een verblijf op Tenerife, voerde hij op een Duits proefstation aldaar een reeks experimenten uit met mensapen, met name chimpansees. Hij observeerde onder meer dan dat het dier soms de structuur van een probleem begrijpt en dan ook handelt naar dat inzicht. Na de oorlog keerde hij terug naar de Berlijnse Universiteit. Daar verwerkte hij de verkregen resultaten en inzichten in een serie lezingen, waarop hij in 1917 het boek Intelligenzprüfungen an Menschenaffen baseerde. Zijn belangrijkste conclusie was dat het van groot belang is inzicht en begrip te hebben bij het oplossen van problemen.
Bekend werd zijn introductie van de idee van het 'plotselinge inzicht'. Hij stelde daarmee dat de oplossing van een probleem vaker het resultaat is van een plotselinge flits van inzicht, in plaats van een leerproces van vallen en opstaan.
Köhler ontwikkelde ook de idee van het isomorfisme (leer van de gelijke vorm). Hij wilde aantonen dat 'gestaltvelden', die bij natuurkundige processen in de scheikunde, elektriciteit en biologie een rol spelen, analoog van vorm zijn aan gestaltvelden die van invloed zijn op hersenprocessen. In 1920 verscheen daarover van zijn hand een boek. Max Wertheimer had dit idee al in 1912 geopperd in een artikel over beweging. Het isomorfisme ontpopte zich als een fysiologische  tegenhanger van het eeuwenoude concept van de S-R (stimuli-reactie) koppelingen van de zenuwcellen. Köhler streed voor de gedachte dat een proces niet verloopt via toevallig gekoppelde verbindingen (sinnlose Und-verbindungen) en associaties in gedrag en hersenen, maar dat de kwaliteit van een geheel meer is dan de som der delen, sterker nog, dat de kwaliteit van het geheel de karakteristieken van de delen (Gestaltqualität) bepaalt. Hoe een deel functioneert hangt af van de plaats en rol in het geheel. Het verloop van het hele veldproces wordt van binnenuit, vanuit dat samenspel van functie en vrijheid, georganiseerd. Analyse zou dan ook vanuit inzicht in het geheel inzicht in de functie van de delen moeten verkrijgen, in plaats van andersom, zoals de behavioristen bepleitten. Köhler bracht naar voren dat orde niet een door machines geforceerde toestand hoeft te zijn, maar kan ontstaan uit de onderlinge dynamiek en verdeling van ordelijke krachten. Hij wist velen te overtuigen van zijn denkbeelden door het gebruik van aansprekende voorbeelden uit het dagelijks leven. 
Maar zijn gestaltdenkbeelden werden door veel anderen heftig aangevallen. De gestaltgedachten spoorden niet met het mechanische, machineachtige mens- en wereldbeeld, zoals dat in bepaalde mate geadopteerd was door het structuralisme, functionalisme, behaviorisme en ook associationisme. Verder gingen Köhlers denkbeelden over inzicht en probleemoplossing in tegen de opvattingen van William James en John Watson over 'ingesleten' netwerken van automatische reflexen.
Vanuit het isomorfisme ontwikkelde Köhler in de jaren veertig en vijftig ideeën over wat hij 'figural aftereffects' noemde, irreële waarnemingen of illusies van waarnemingen.
Ondertussen werkte hij gestaag door aan de uitwerking van de gestaltprincipes. In 1929 verscheen zijn boek Gestalt Psychologie.
In de aanloop naar de Tweede Wereldoorlog nam Köhler openlijk stelling tegen het fascisme. In 1934 moest hij vluchten en emigreerde hij naar de Verenigde Staten. Daar ontving hij een aanstelling als lector op Harvard, maar verhuisde al in 1935 naar het Swarthmore College, dat hij jarenlang trouw bleef. Hier schreef en publiceerde hij verder over gestaltpsychologie. Dat resulteerde in twee systematische studies: The Place of Value in a World of Facts (1938) en Dynamics in Psychology (1940). 
Na zijn pensionering vestigde hij zich in New England, en hield kantoor op Dartmouth College. Hij had nu ook tijd in te gaan op uitnodigingen voor spreekbeurten en gastdocentschappen in Europa. Köhler stond bekend als een strijdvaardig, gedisciplineerd en perfectionistisch wetenschapper.
- Bibsys: 98034795
- Biblioteca Nacional de España: XX1053326
- Bibliothèque nationale de France: cb123781389 (data)
- Catàleg d'autoritats de noms i títols de Catalunya: 981058613534706706
- CiNii: DA00802181
- Gemeinsame Normdatei: 118843397
- International Standard Name Identifier: 0000 0001 0857 4509
- Library of Congress Control Number: n50044793
- Nationale Bibliotheek van Letland: 000318323
- Mathematics Genealogy Project: 25067
- Bibliotheek van het Japanse parlement: 00446032
- Nationale Bibliotheek van Tsjechië: xx0002133
- Nationale bibliotheek van Australië: 35278465
- Nationale Bibliotheek van Israël: 987007264058705171
- Nationale Bibliotheek van Polen: a0000002995605
- Nederlandse Thesaurus van Auteursnamen: 068480865
- Istituto Centrale per il Catalogo Unico: CFIV108246
- SNAC: w6rf5whh
- Système universitaire de documentation: 032827490
- Trove: 894599
- Virtual International Authority File: 100232146
- WorldCat: E39PBJh8McK9D933DQkjWjrTHC